# 野並正佑
野並 正佑（のなみ しょうすけ、1995年〈平成7年〉5月5日 - ）は、フットメディア所属のフリーアナウンサー。元西日本放送のアナウンサー。

## 来歴・人物
高知県出身。
土佐塾中学校・高等学校を卒業後、
成城大学から一橋大学大学院に進学。2020年4月に西日本放送にアナウンサーとして入社する。入社前には、アナウンススクールのテレビ朝日アスクに通っていた。
現在は主に情報番組やスポーツ中継を担当している。
イタリアのサッカーチームACミランのファン。ホームページの尊敬する人の欄には、セリエA中継でおなじみの北川義隆を挙げている。
趣味はサッカー観戦、高校野球観戦、フットサル、アニメ、漫画、旅行など

## 担当番組

### テレビ番組
- シアワセ気分!

(毎週土曜日9時25分から)
- 木場シェフの手軽にフレンチ

(毎週水曜日18時15分からRNC news every.内
- 各種スポーツ中継

(サッカー・野球・ゴルフなど)

### ラジオ番組
- さわやかラジオ おはようハイタッチ

(毎週火曜日7時から)